# Lissonota ustulata
Lissonota ustulata är en stekelart som beskrevs av Dali Chandra och Gupta 1977. Lissonota ustulata ingår i släktet Lissonota och familjen brokparasitsteklar. Inga underarter finns listade i Catalogue of Life.